# 圣费雷奥勒
圣费雷奥勒（法語：Sainte-Féréole，法語發音：[sɛ̃t feʁeɔl]）是法国科雷兹省的一个市镇，位于该省西部，属于布里夫拉盖亚尔德区。

## 地理
圣费雷奥勒（45°13'46"N, 1°34'57"E）面积35.58 平方千米，位于法国新阿基坦大区科雷兹省，该省份为法国中南部省份，北起上维埃纳省和克勒兹省，西接多爾多涅省，南至洛特省，东临多姆山省和康塔爾省。
与圣费雷奥勒接壤的市镇（或旧市镇、城区）包括：栋兹纳克、马勒莫尔、萨德罗克、圣日耳曼莱韦尔涅、圣伊莱尔佩鲁、于萨克。

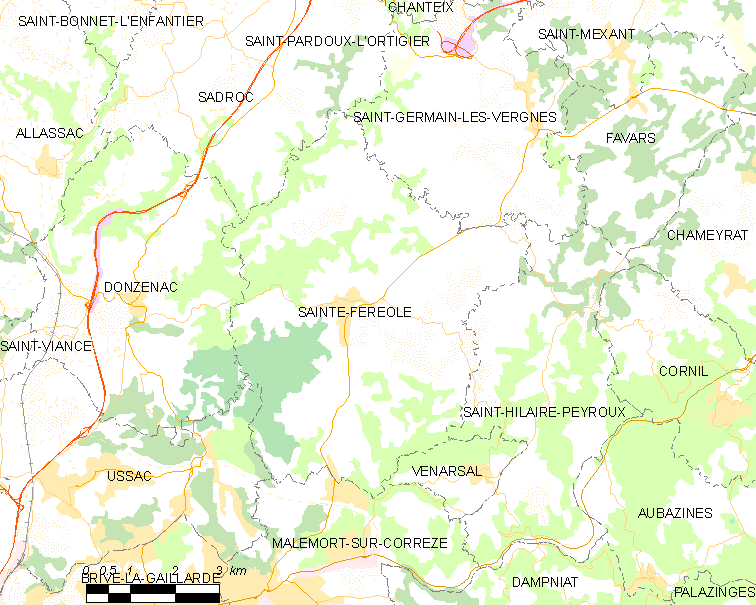
圣费雷奥勒的OSM定位图

圣费雷奥勒的时区为UTC+01:00、UTC+02:00（夏令时）。

## 行政
圣费雷奥勒的邮政编码为19270，INSEE市镇编码为19202。

## 政治
圣费雷奥勒所属的省级选区为阿拉萨克县。

## 人口

1962-2008年间圣费雷奥勒人口变化图示

圣费雷奥勒于2022年1月1日时的人口数量为2060人。